# Chastanier
Chastanier là một xã ở tỉnh Lozère trong vùng Occitanie, phía nam nước Pháp. Khu vực này có độ cao trung bình 1040 mét trên mực nước biển.
Sông Chapeauroux tạo thành một phần ranh giới đông nam của xã, chảy theo hướng bắc qua giữa thị trấn, sau đó tạo thành một phần ranh giới phía đông bắc.